# Ville Valasti
Ville Pietunpoika Valasti (Helsinki, 14 settembre 1993) è un giocatore di football americano e allenatore di football americano finlandese che gioca nel ruolo di defensive end per gli Helsinki Roosters.

## Palmarès
- 1 ELF Championship (Frankfurt Galaxy, 2021)